# 2021年洛杉磯影評人協會獎
第47屆洛杉磯影評人協會獎（The 47th Los Angeles Film Critics Association Awards）於2021年12月18日由洛杉磯影評人協會頒發，用以表彰2021年電影，資深導演兼演員梅爾·布魯克斯獲頒終身成就獎。
代表日本角逐第94屆奧斯卡金像獎的《驾驶我的车》獲得最佳電影與最佳劇本，導演濱口龍介亦獲得最佳導演亞軍。珍·康萍執導的《犬山記》獲得最佳導演、最佳男配角與最佳攝影，並取得最佳電影、最佳男主角與最佳配樂等獎項的亞軍席次。

## 獲獎者

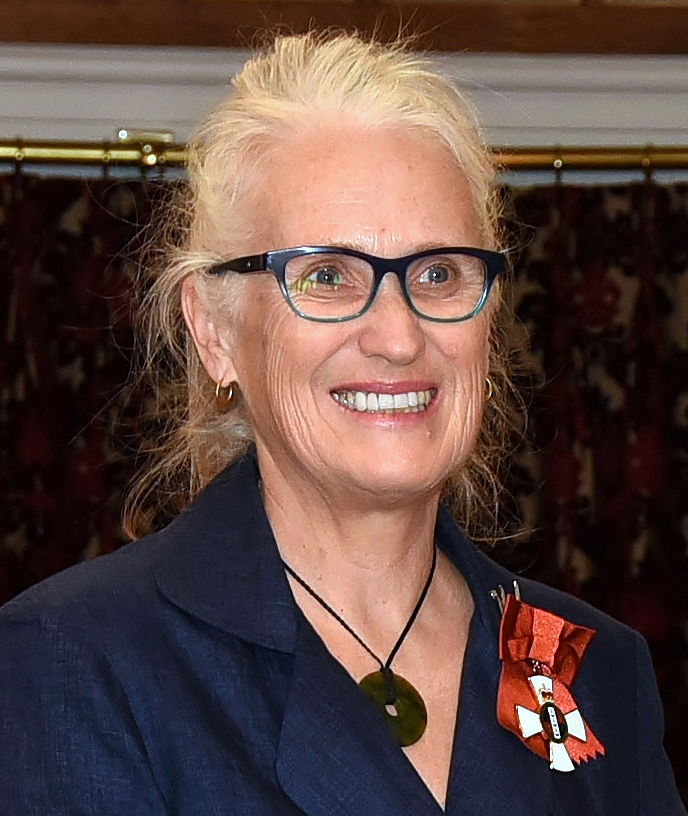
最佳導演：珍·康萍

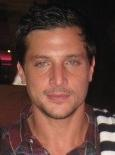
最佳男主角：賽門·雷克斯

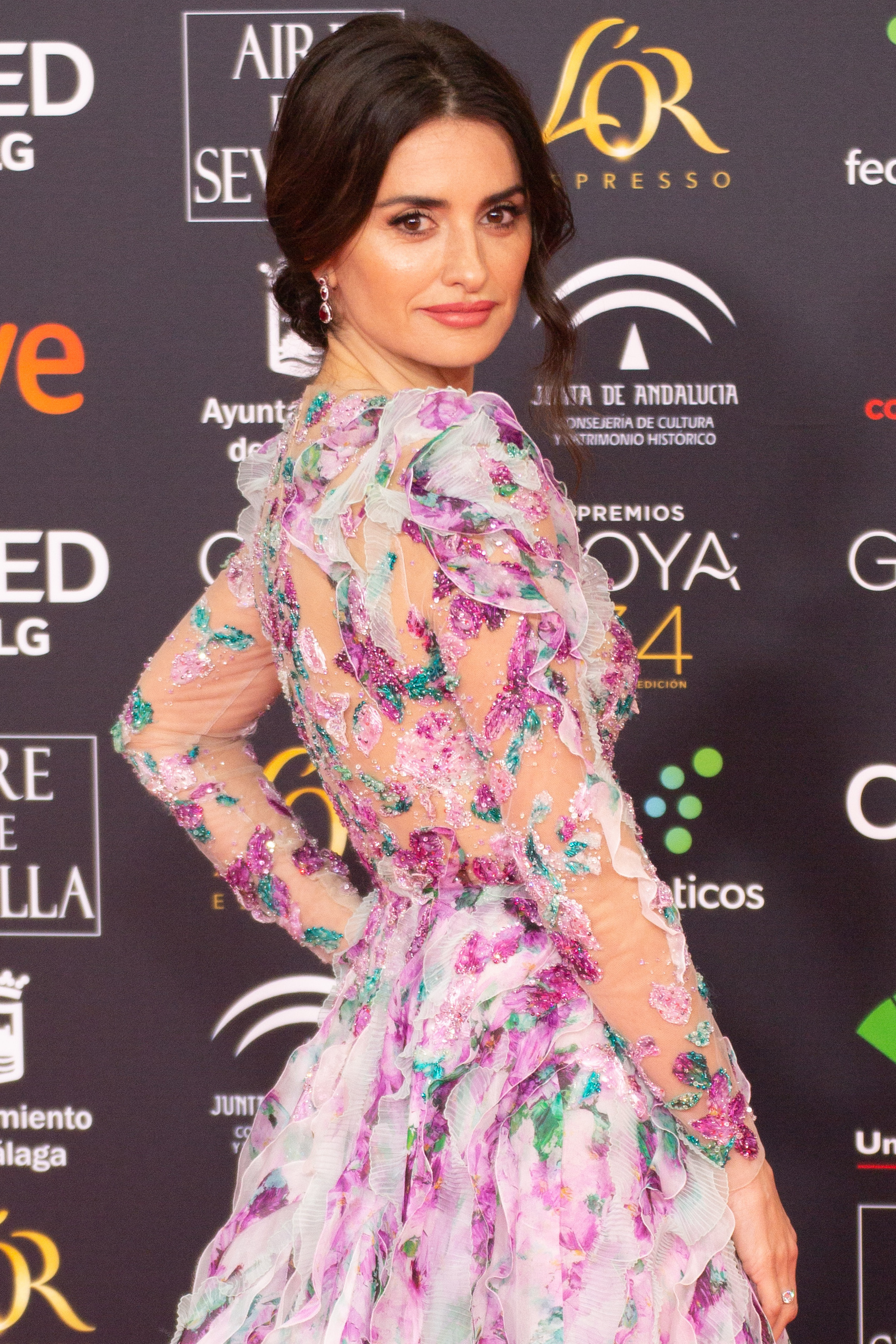
最佳女主角：佩内洛普·克鲁兹

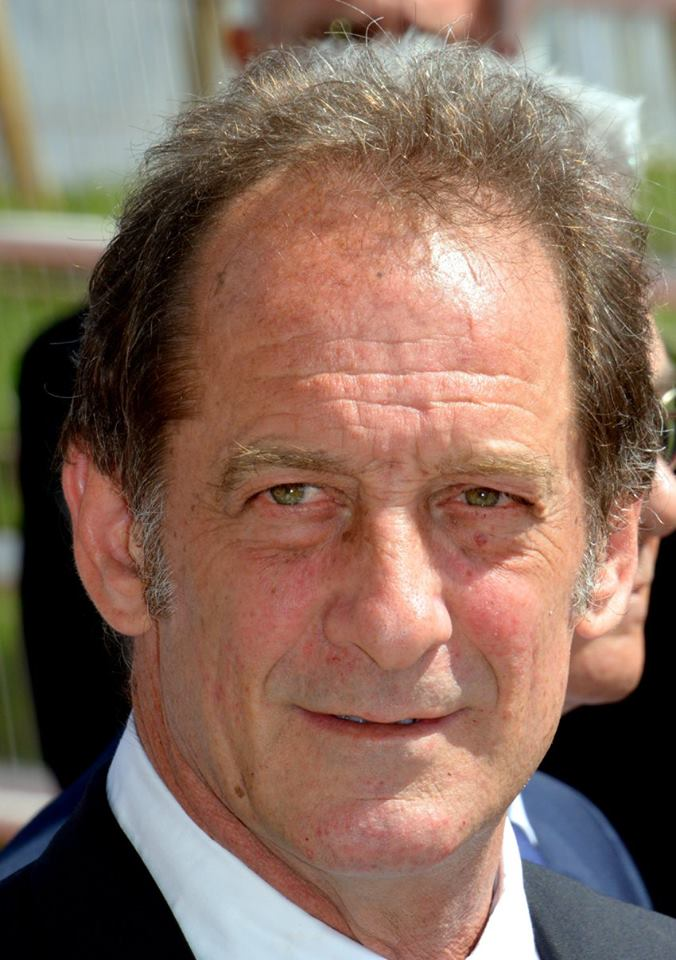
最佳男配角：萬桑·藍東

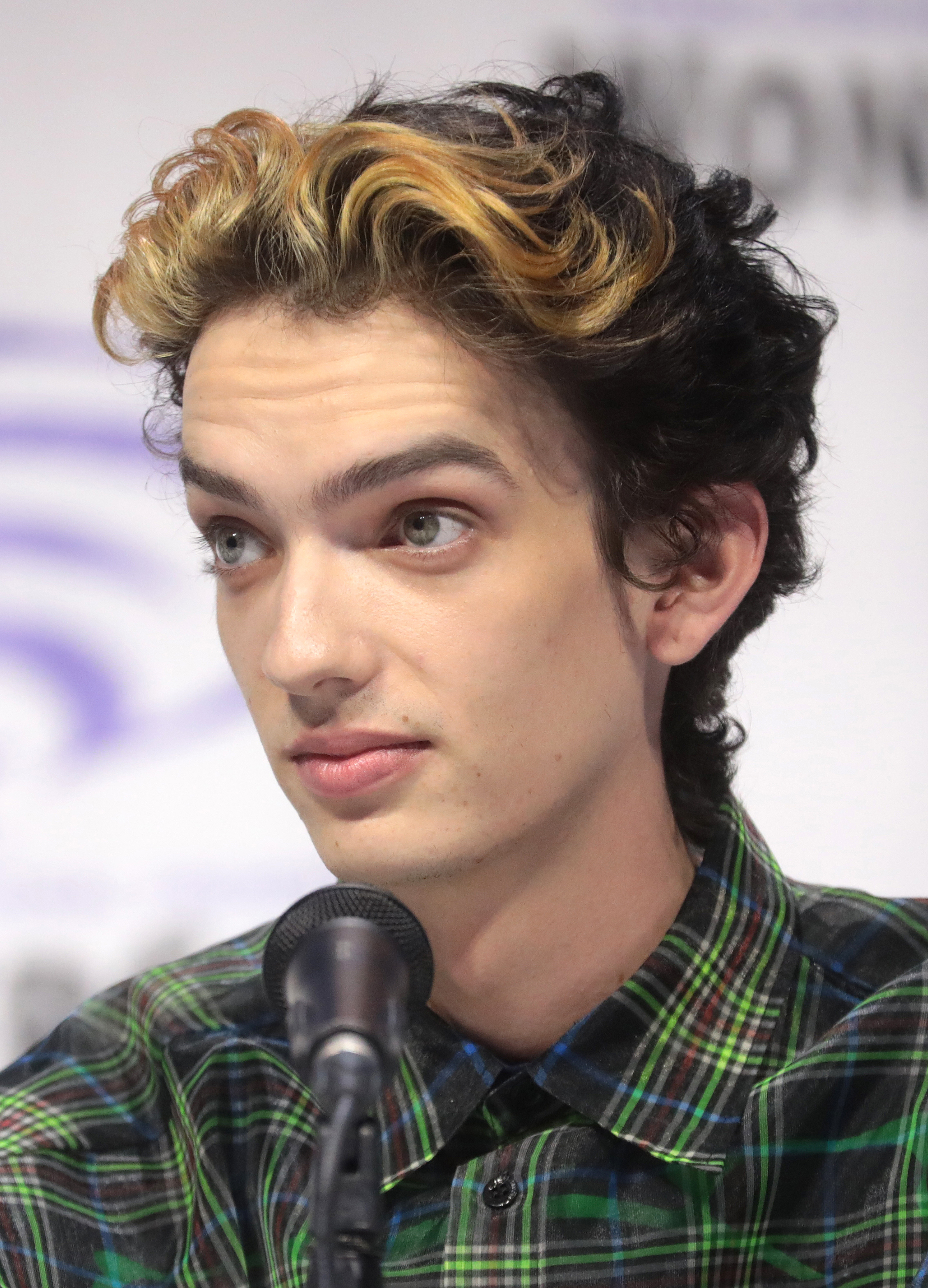
最佳男配角：寇帝·史密-麥菲

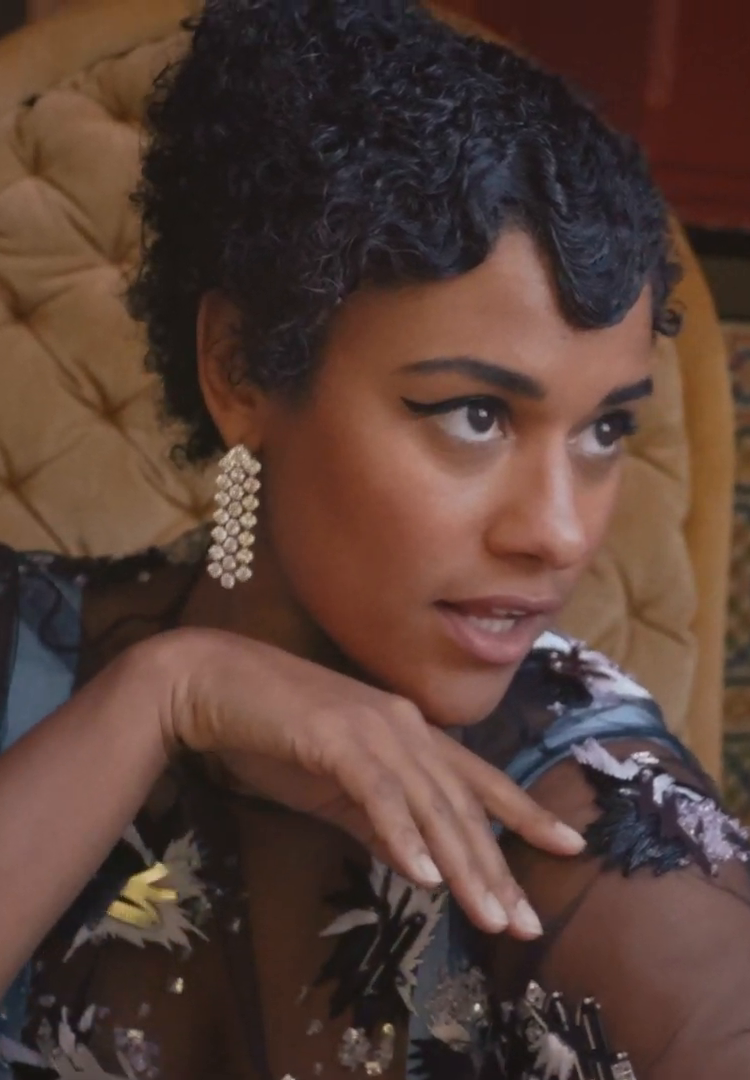
最佳女配角：亞莉安娜·黛博塞

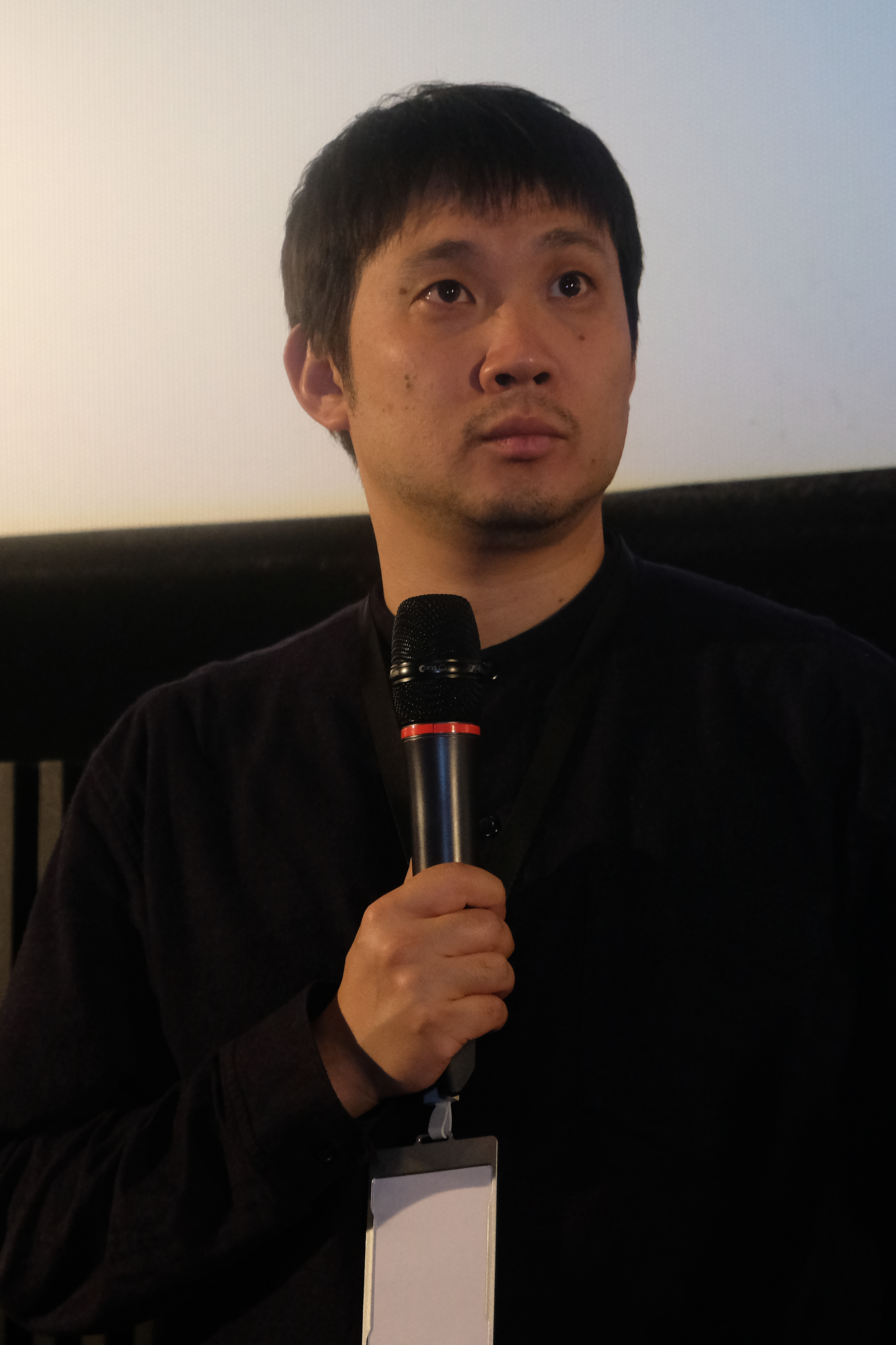
最佳劇本：濱口龍介

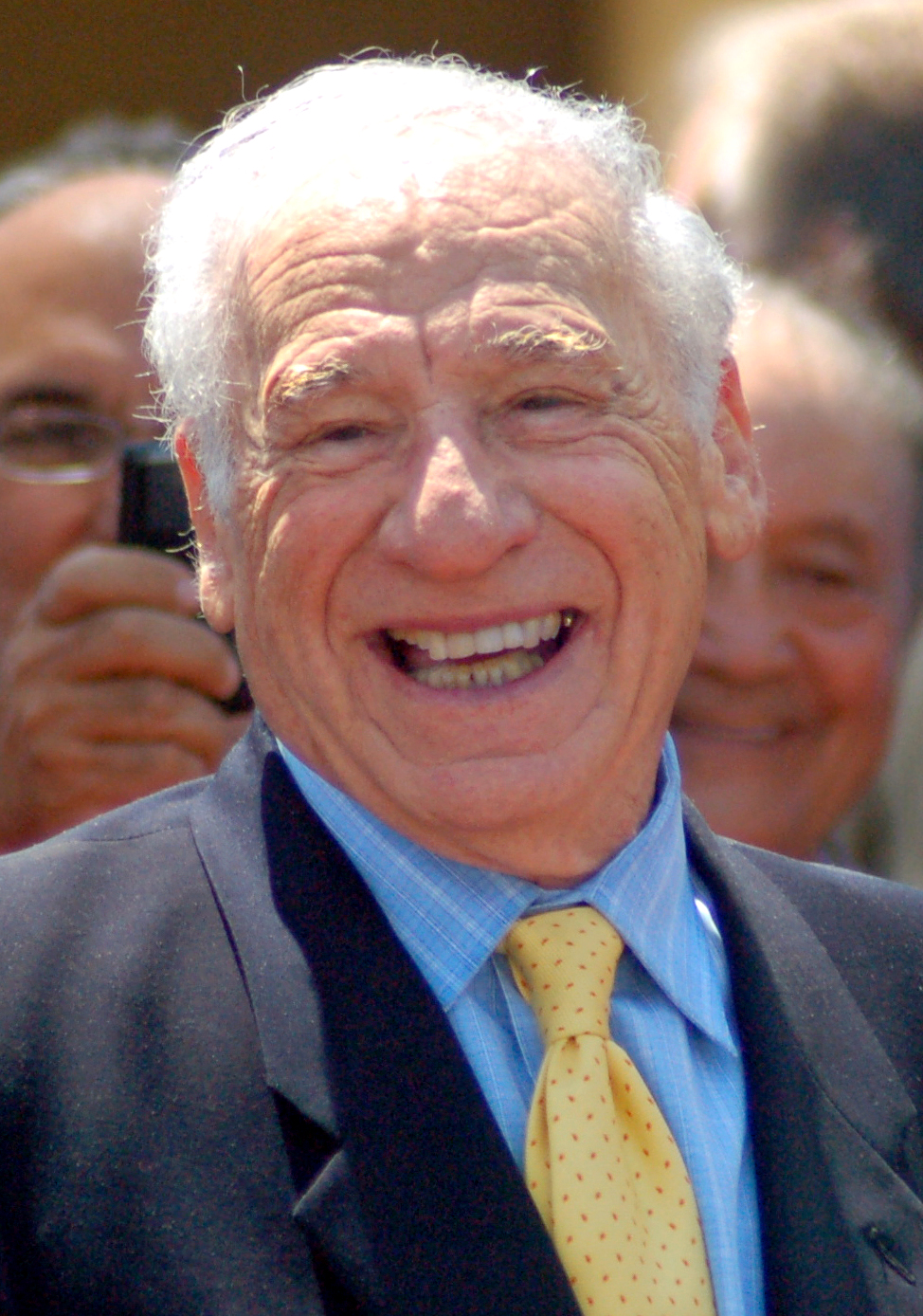
終身成就獎：梅爾·布魯克斯

- 最佳電影（英语：Los Angeles Film Critics Association Award for Best Film）：
  - 《驾驶我的车》
    - 亞軍：《犬山記》
- 最佳導演（英语：Los Angeles Film Critics Association Award for Best Director）：
  - 《犬山記》珍·康萍
    - 亞軍：《驾驶我的车》濱口龍介
- 最佳男主角（英语：Los Angeles Film Critics Association Award for Best Actor）：
  - 《紅色火箭》賽門·雷克斯
    - 亞軍：《犬山記》班奈狄克·康柏拜區
- 最佳女主角（英语：Los Angeles Film Critics Association Award for Best Actress）：
  - 《平行母親》佩内洛普·克鲁兹
    - 亞軍：《世界上最爛的人》蕾娜特·萊茵斯薇（英语：Renate Reinsve）
- 最佳男配角（英语：Los Angeles Film Critics Association Award for Best Supporting Actor）：
  - 《鈦》萬桑·藍東
  - 《犬山記》寇帝·史密-麥菲
- 最佳女配角（英语：Los Angeles Film Critics Association Award for Best Supporting Actress）：
  - 《西城故事》亞莉安娜·黛博塞
    - 亞軍：《王者理查》安潔紐·艾莉絲
- 最佳劇本（英语：Los Angeles Film Critics Association Award for Best Screenplay）：
  - 《驾驶我的车》濱口龍介、大江崇允
    - 亞軍：《甘草比萨》保羅·湯瑪斯·安德森
- 最佳攝影（英语：Los Angeles Film Critics Association Award for Best Cinematography）：
  - 《犬山記》阿黎·韋格納（英语：Ari Wegner）
    - 亞軍：《沙丘》格雷格·弗萊瑟
- 最佳美術設計（英语：Los Angeles Film Critics Association Award for Best Production Design）：
  - 《瞎趴姐妹》史蒂夫·薩克拉德（Steve Saklad）
    - 亞軍：《玉面情魔》塔瑪拉·德夫雷爾（Tamara Deverell）
- 最佳剪輯（英语：Los Angeles Film Critics Association Award for Best Editing）：
  - 《靈魂樂之夏》喬舒亞·L·皮爾遜（Joshua L. Pearson）
    - 亞軍：《甘草比萨》安迪·傑根森（Andy Jurgensen）
- 最佳配樂（英语：Los Angeles Film Critics Association Award for Best Music）：
  - 《平行母親》艾伯托·伊格西亞斯（英语：Alberto Iglesias）
    - 亞軍：《犬山記》、《史賓賽》強尼·格林伍德
- 最佳非英語電影（英语：Los Angeles Film Critics Association Award for Best Foreign Language Film）：
  - 《小媽媽》
    - 亞軍：《艾达，怎么了？》
- 最佳紀錄片／非虛構電影（英语：Los Angeles Film Critics Association Award for Best Documentary Film）：
  - 《靈魂樂之夏》
    - 亞軍：《同行：一場戲劇治療歷程（英语：Procession (film)）》
- 最佳動畫片（英语：Los Angeles Film Critics Association Award for Best Animated Film）：
  - 《漂浪人生》
    - 亞軍：《龍與雀斑公主》
- 新生代獎：
  - 《非自願測試（英语：Test Pattern (film)）》莎塔拉·蜜雪兒·福特（英语：Shatara Michelle Ford）
  - 《被偷走的女孩（英语：Noche de fuego）》塔蒂亞娜·胡埃佐（西班牙语：Tatiana Huezo）
- 終身成就獎：
  - 梅爾·布魯克斯
- 特別提及：
  - 《洛杉磯非裔電影運動》（L.A. Rebellion）
- 道格拉斯·愛德華茲（英语：Douglas Edwards）實驗性／獨立電影／影片獎：
  - 《鹽谷時日》（The Works and Days (of Tayoko Shiojiri in the Shiotani Basin)）

## 外部連結
- 官方网站